# 사랑은 당신만
"사랑은 당신만"은 1971년 공개된 대한민국의 영화이다.

## 배역
- 문희
- 오영일
- 정민
- 황능자
- 임성빈
- 김은옥
- 김미라
- 양훈
- 김기범
- 강게식
- 조덕성
- 김웅
- 최호
- 이병일
- 박철
- 전호진